# Международен демократичен съюз
Международният демократичен съюз (МДС) (на английски: International Democrat Union, IDU) е дясноцентристки политически международен съюз на консервативни и либералконсервативни политически партии. Щабквартирата му се намира в Осло, Норвегия. Председател на МДС от 21 февруари 2018 г. е бившият премиер на Канада Стивън Харпър.
МДС има няколко приобщени членове: Демократичен съюз на Африка, Съюз на латиноамериканските партии, Азиатско-тихоокеански демократичен съюз, Карибски демократичен съюз, Европейска народна партия, Алианс на консерваторите и реформистите в Европа и (от 2002 г.) Европейски демократичен съюз. Също приобщени са Международният младежки демократичен съюз и Международният съюз на жените демократи.

## Цели
Международният демократичен съюз предоставя форум на десни и дясноцентристки политически партии, на който те да се събират и обменят виждания за политиката. Така те действат кооперативно, за да установяват контакти и да предоставят едно обединено становище за промотирането на дясноцентристката политика по целия свят. Някои партии – членки на Международния демократичен съюз са едновременно членки и на Центристкия демократичен интернационал, но той е по-центристки, отколкото МДС.

## Създаване
Съюзът е основан на 24 юни 1983 г., като обединяваща организация на Европейския демократичен съюз (ЕДС), Карибския демократичен съюз (КДС) и Тихоокеанския демократичен съюз (ТДС). Организацията е основана на общо събрание на ЕДС и ТДС в Лондон, Великобритания. Идеята за създаването на съюза е на вицепрезидента на САЩ Джордж Буш, кмета на Париж Жак Ширак, канцлера на Германия Хелмут Кол, премиер-министъра на Великобритания Маргарет Тачър и Фондация „Конрад Аденауер“. Първи председател е австриецът Алоис Мок.

## Членове
От лятото на 2008 г. член на МДС е българската партия СДС, а от 2014 г. – и ГЕРБ

### Пълноправни членове
| Държава                  | Партия                                               | Междунар. съкращ. | Правителство                                                |
| ------------------------ | ---------------------------------------------------- | ----------------- | ----------------------------------------------------------- |
| Албания                  | Демократическа партия на Албания                     | PD                | в опозиция                                                  |
| Австралия                | Либерална партия на Австралия                        | Lib               | Старши партньор в коалиция                                  |
| Австрия                  | Австрийска народна партия                            | OVP               | Старши партньор в коалиция                                  |
| Аржентина                | Републиканско предложение                            | PRO               | Старши партньор в коалиция                                  |
| Азербайджан              | Азербайджанска национална партия на независимостта   | AMIP              | в опозиция                                                  |
| Боливия                  | Движение на социалдемократите                        | Demócratas        | в опозиция                                                  |
| Босна и Херцеговина      | Партия на демократичното действие                    | SDA               | Старши партньор в коалиция                                  |
| Босна и Херцеговина      | Партия на демократичния прогрес                      | PDP               | в управлението                                              |
| Бразилия                 | Демократи                                            | DEM               | младши партньор в управлението                              |
| България                 | ГЕРБ                                                 | GERB              | в опозиция                                                  |
| България                 | Съюз на демократичните сили                          | SDS               | в опозиция                                                  |
| Еквадор                  | Социалхристиянска партия                             | PSC               | в опозиция                                                  |
| Канада                   | Консервативна партия на Канада                       | CPC/PCC           | в опозиция                                                  |
| Чили                     | Демократичен съюз на независимостта                  | UDI               | в управлението                                              |
| Чили                     | Национално обновление                                | RN                | в управлението                                              |
| Република Китай (Тайван) | Гоминдан                                             | KMT               | в опозиция                                                  |
| Колумбия                 | Колумбийска консервативна партия                     | PCC               | в опозиция                                                  |
| Колумбия                 | Демократичен център                                  | CD                | в управлението                                              |
| Хърватия                 | Хърватска демократична общност                       | HDZ               | в управлението                                              |
| Кипър                    | Демократически съюз                                  | DISY              | в управлението                                              |
| Чехия                    | Гражданска демократична партия                       | ODS               | в опозиция                                                  |
| Дания                    | Консервативна народна партия                         | K                 | Младши партньор в коалиция                                  |
| Доминика                 | Партия на свободата                                  | DFP               | извънпарламентарна опозиция                                 |
| Доминиканска република   | Национален прогресивен съюз                          | FNP               | в опозиция                                                  |
| Салвадор                 | Националистически републикански алианс               | ARENA             | в опозиция                                                  |
| Естония                  | Отечество                                            |                   | Младши партньор в коалиция                                  |
| Финландия                | Национална коалиция                                  | Kok               | Младши партньор в коалиция                                  |
| Франция                  | Републиканците                                       | LR                | в опозиция                                                  |
| Грузия                   | Обединено национално движение                        | UNM               | в опозиция                                                  |
| Грузия                   | Християн-демократичен съюз                           | KDM               | в опозиция                                                  |
| Германия                 | Християндемократически съюз                          | CDU               | Старши партньор в коалиция                                  |
| Германия                 | Християнсоциален съюз                                | CSU               | Младши партньор в правителствена коалиция на федерално ниво |
| Гана                     | Нова патриотична партия                              | NPP               | в управлението                                              |
| Гърция                   | Нова демокрация                                      | ND                | в опозиция                                                  |
| Гренада                  | Нова национална партия                               | NNP               | в управлението                                              |
| Гватемала                | Съюзна партия                                        | PU                | в опозиция                                                  |
| Хондурас                 | Национална партия на Хондурас                        | PNH               | в управлението                                              |
| Унгария                  | Фидес                                                |                   | в управлението                                              |
| Исландия                 | Партия на независимостта                             | XD                | в управлението                                              |
| Индия                    | Индийска народна партия                              | BJP               | в управлението                                              |
| Израел                   | Ликуд                                                | Likud             | в управлението                                              |
| Ливан                    | Ливански сили                                        | LF                | в управлението                                              |
| Ливан                    | Катаеб                                               | Kataeb            | в управлението                                              |
| Литва                    | Съюз за Отечеството - Литовски християнски демократи | TS-LKD            | в опозиция                                                  |
| Северна Македония        | ВМРО-ДПМНЕ                                           | VMRO–DPMNE        | в опозиция                                                  |
| Мексико                  | Партия на националното действие                      | PAN               | в опозиция                                                  |
| Малдиви                  | Малдивска демократическа партия                      | MDP               | в опозиция                                                  |
| Молдова                  | Либерално-демократическа партия на Молдова           | PLDM              | в опозиция                                                  |
| Монголия                 | Демократическа партия (Монголия)                     |                   | в опозиция                                                  |
| Черна гора               | Движение за промени                                  | PzP               | в опозиция                                                  |
| Мароко                   | Истиклял                                             |                   | в опозиция                                                  |
| Нова Зеландия            | Новозеландска национална партия                      | Nats              | в опозиция                                                  |
| Никарагуа                | Консервативна партия (Никарагуа)                     | PCN               | в опозиция                                                  |
| Норвегия                 | Консервативна партия                                 | H                 | Старши партньор в коалиция                                  |
| Панама                   | Демократична промяна                                 | CD                | в опозиция                                                  |
| Перу                     | Християнска народна партия (Перу)                    | PPC               | в опозиция                                                  |
| Португалия               | Народна партия (Португалия)                          | CDS–PP            | в опозиция                                                  |
| Сейнт Лусия              | Обединена работническа партия                        | UWP               | в управлението                                              |
| Сърбия                   | Сръбска прогресивна партия                           | SNS               | в управлението                                              |
| Словения                 | Словенска демократическа партия                      | SDS               | в опозиция                                                  |
| Испания                  | Народна партия (Испания)                             | PP                | в опозиция                                                  |
| Шри Ланка                | Обединена национална партия                          | UNP               | Младши партньор в коалиция                                  |
| Швеция                   | Умерена партия                                       | M                 | в опозиция                                                  |
| Уганда                   | Форум за демократична промяна                        | FDC               | в опозиция                                                  |
| Великобритания           | Консервативна партия (Обединено кралство)            | Con               | в управлението                                              |
| САЩ                      | Републиканска партия                                 | R/GOP             | в управлението                                              |
| Венецуела                | Проект Венецуела                                     | PV                | в опозиция                                                  |
| Южна Корея               | Сенури                                               | LKP               | в опозиция                                                  |
| Ямайка                   | Ямайска лейбъристка партия                           | JLP               | в управлението                                              |

### Асоциирани членове
| Държава  | Партия                                               | Съкращ. | Правителство                |
| -------- | ---------------------------------------------------- | ------- | --------------------------- |
| Беларус  | Партия БНФ                                           | PBNF    | извънпарламентарна опозиция |
| Беларус  | Обединена гражданска партия на Беларус               | OGP     | в опозиция                  |
| Куба     | Кубински демократичен директорат                     | DDC     | в изгнание (САЩ)            |
| Грузия   | Нови права                                           | NRP     | извънпарламентарна опозиция |
| Кения    | Демократическа партия (Кения)                        | DP      | в опозиция                  |
| Парагвай | Национална републиканска асоциация – партия Колорадо | ANR-PC  | в управлението              |
| Танзания | Партия за демокрация и прогрес                       | CHADEMA | в опозиция                  |
| Украйна  | Всеукраинско обединение „Отечество“                  | VOB     | в опозиция                  |